# Basketbalový klub Uncas Praha
Il B.K. Uncas Praga è stata una società cestistica, avente sede a Praga, nella Repubblica Ceca. Fondata nel 1924 come YMCA Praga nel 1937 assunse la denominazione di Uncas Praga, prima di venire sciolta nel 1951 dalla autorità comuniste. Giocava nel campionato cecoslovacco.

## Palmarès
- Campionato cecoslovacco: 11

1930, 1931, 1932, 1933, 1934, 1935, 1936, 1937, 1938, 1944, 1945